# Vamana

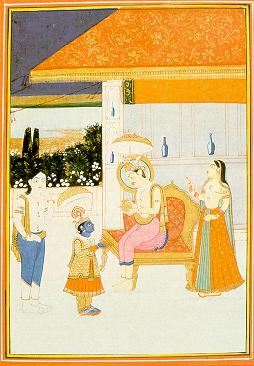
O pictură cu Vamana vorbind cu regele Mahabali.

În hinduism Vamana a fost un avatar al lui Vishnu. El apare iconografic ca un om mic cu pielea albastră.
O legendă hindusă spune că un rege indian numit Mahabali câștigase foarte multă putere divină din sacrificiile sale, astfel zeii fiind în pericol de a-și pierde statutul în favoarea acestui rege. Prin urmare, Vishnu s-a încarnat într-un pitic numit Vamana și s-a dus la rege pentru a discuta. Vamana i-a spus regelui că dacă este de acord, zeii vor locui în spațiul dintre picioarele sale. Odată ce regele Mahabali a acceptat, piticul s-a făcut uriaș și a acaparat atât lumea oamenilor cât și cea a zeilor. În cele din urmă, Mahabali a fost exilat în Infern iar zeii și-au păstrat ținuturile.